# Politique en Bourgogne-Franche-Comté
 (juillet 2018).
Si vous disposez d'ouvrages ou d'articles de référence ou si vous connaissez des sites web de qualité traitant du thème abordé ici, merci de compléter l'article en donnant les références utiles à sa vérifiabilité et en les liant à la section « Notes et références ».
La politique en Bourgogne-Franche-Comté a longtemps été marquée par un vote majoritaire pour la gauche.

## Conseil régional de Bourgogne-Franche-Comté

Composition du Conseil régional en 2017 :
Notre Région d'avance-La Gauche unie (51)
Union des Républicains, de la droite et du centre (25)
Rassemblement national (15)
Non-inscrits (Les Patriotes et Sans Étiquette, 9)

La présidente du conseil régional est Marie-Guite Dufay (PS) depuis la fusion en 2016 du Conseil régional de Bourgogne et du Conseil régional de Franche-Comté dont elle était la présidente.
Le Conseil régional comporte 100 membres :
| Département           | Sièges |
| --------------------- | ------ |
| Côte-d'Or             | 19     |
| Doubs                 | 19     |
| Jura                  | 9      |
| Nièvre                | 8      |
| Haute-Saône           | 8      |
| Saône-et-Loire        | 20     |
| Yonne                 | 12     |
| Territoire de Belfort | 5      |
| Total                 | 100    |

Il siège à l’Hôtel de Région, dans le square Castan de Besançon.
L’actuel conseil a été élu en 2015 : la liste « Notre Région d'avance - La Gauche unie » a la majorité des sièges (51 sur 100), la liste « Union des Républicains, de la droite et du centre » obtient 25 sièges et la liste « Rassemblement national » 24 sièges sur 100.

## Députés[1]
La région Bourgogne-Franche-Comté compte au total 27 circonscriptions (pour une moyenne de 102 640 hab. par circonscription).
| Département                   | Circonscription                                   | Population          | Député                 | Groupe | Groupe |
| ----------------------------- | ------------------------------------------------- | ------------------- | ---------------------- | ------ | ------ |
| Côte-d'Or (liste)             | Première circonscription de la Côte-d'Or          | 107 597 hab. (1999) | Didier Martin          | RE     |        |
| Côte-d'Or (liste)             | Deuxième circonscription de la Côte-d'Or          | 100 698 hab. (1999) | Benoît Bordat          | RE     |        |
| Côte-d'Or (liste)             | Troisième circonscription de la Côte-d'Or         | 103 021 hab. (1999) | Fadila Khattabi        | RE     |        |
| Côte-d'Or (liste)             | Quatrième circonscription de la Côte-d'Or         | 89 337 hab. (1999)  | Hubert Brigand         | LR     |        |
| Côte-d'Or (liste)             | Cinquième circonscription de la Côte-d'Or         | 106 356 hab. (1999) | Didier Paris           | RE     |        |
| Doubs (liste)                 | Première circonscription du Doubs                 | 108 193 hab. (1999) | Laurent Croizier       | RE     |        |
| Doubs (liste)                 | Deuxième circonscription du Doubs                 | 105 622 hab. (1999) | Éric Alauzet           | RE     |        |
| Doubs (liste)                 | Troisième circonscription du Doubs                | 93 407 hab. (1999)  | Nicolas Pacquot        | RE     |        |
| Doubs (liste)                 | Quatrième circonscription du Doubs                | 96 353 hab. (2008)  | Géraldine Grangier     | RN     |        |
| Doubs (liste)                 | Cinquième circonscription du Doubs                | 113 988 hab. (2011) | Annie Genevard         | LR     |        |
| Jura (liste)                  | Première circonscription du Jura                  | 82 348 hab. (1999)  | Danielle Brulebois     | RE     |        |
| Jura (liste)                  | Deuxième circonscription du Jura                  | 77 697 hab. (1999)  | Marie-Christine Dalloz | LR     |        |
| Jura (liste)                  | Troisième circonscription du Jura                 | 90 880 hab. (1999)  | Justine Gruet          | LR     |        |
| Nièvre (liste)                | Première circonscription de la Nièvre             | 107 337 hab. (2013) | Perrine Goulet         | RE     |        |
| Nièvre (liste)                | Deuxième circonscription de la Nièvre             | 107 884 hab. (2013) | Patrice Perrot         | RE     |        |
| Haute-Saône (liste)           | Première circonscription de la Haute-Saône        | 118 923 hab. (2008) | Antoine Villedieu      | RN     |        |
| Haute-Saône (liste)           | Deuxième circonscription de la Haute-Saône        | 119 625 hab. (2008) | Emeric Salmon          | RN     |        |
| Saône-et-Loire (liste)        | Première circonscription de Saône-et-Loire        | 101 735 hab. (2013) | Benjamin Dirx          | RE     |        |
| Saône-et-Loire (liste)        | Deuxième circonscription de Saône-et-Loire        | 102 945 hab. (2013) | Josiane Corneloup      | LR     |        |
| Saône-et-Loire (liste)        | Troisième circonscription de Saône-et-Loire       | 111 031 hab. (2013) | Rémy Rebeyrotte        | RE     |        |
| Saône-et-Loire (liste)        | Quatrième circonscription de Saône-et-Loire       | 112 221 hab. (2013) | Cécile Untermaier      | PS     |        |
| Saône-et-Loire (liste)        | Cinquième circonscription de Saône-et-Loire       | 128 290 hab. (2013) | Louis Margueritte      | RE     |        |
| Yonne (liste)                 | Première circonscription de l'Yonne               | 108 205 hab. (2013) | Daniel Grenon          | RN     |        |
| Yonne (liste)                 | Deuxième circonscription de l'Yonne               | 105 442 hab. (2013) | André Villiers         | LC     |        |
| Yonne (liste)                 | Troisième circonscription de l'Yonne              | 127 836 hab. (2013) | Julien Odoul           | RN     |        |
| Territoire de Belfort (liste) | Première circonscription du Territoire de Belfort | 72 137 hab. (2013)  | Ian Boucard            | LR     |        |
| Territoire de Belfort (liste) | Deuxième circonscription du Territoire de Belfort | 72 181 hab. (2013)  | Florian Chauche        | LFI    |        |

L'appartenance donnée en dernière colonne correspond au groupe parlementaire dans lequel le député siège et peut différer du parti dont il est membre.

## Sénateurs
| Département           | Sénateur                | Groupe | Groupe |
| --------------------- | ----------------------- | ------ | ------ |
| Côte-d'Or             | Alain Houpert           | LR     |        |
| Côte-d'Or             | Anne-Catherine Loisier  | UC     |        |
| Côte-d'Or             | François Patriat        | SOC    |        |
| Doubs                 | Jacques Grosperrin      | LR     |        |
| Doubs                 | Annick Jacquemet        | UC     |        |
| Doubs                 | Jean-François Longeot   | UC     |        |
| Jura                  | Marie-Christine Chauvin | LR     |        |
| Jura                  | Sylvie Vermeillet       | UC     |        |
| Nièvre                | Patrice Joly            | SOC    |        |
| Nièvre                | Nadia Sollogoub         | UC     |        |
| Haute-Saône           | Alain Joyandet          | LR     |        |
| Haute-Saône           | Olivier Rietmann        | LR     |        |
| Saône-et-Loire        | Jérôme Durain           | SOC    |        |
| Saône-et-Loire        | Fabien Genet            | SOC    |        |
| Saône-et-Loire        | Marie Mercier           | LR     |        |
| Yonne                 | Marie-Agnès Évrard      | RDPI   |        |
| Yonne                 | Dominique Vérien        | UC     |        |
| Territoire de Belfort | Cédric Perrin           | LR     |        |

L'appartenance donnée en dernière colonne correspond au groupe parlementaire dans lequel le sénateur siège et peut différer du parti dont il est membre.

## Conseils départementaux
| Conseil départemental                          | Préfecture      | Population          | Président         | Tendance | Tendance |
| ---------------------------------------------- | --------------- | ------------------- | ----------------- | -------- | -------- |
| Conseil départemental de la Côte-d'Or          | Dijon           | 520 500 hab. (2008) | François Sauvadet | UDI      |          |
| Conseil départemental du Doubs                 | Besançon        | 536 959 hab. (2015) | Christine Bouquin | DVD      |          |
| Conseil départemental du Jura                  | Lons-le-Saunier | 260 587 hab. (2015) | Clément Pernot    | LR       |          |
| Conseil départemental de la Nièvre             | Nevers          | 215 221 hab. (2007) | Alain Lassus      | PS       |          |
| Conseil départemental de la Haute-Saône        | Vesoul          | 237 198 hab. (2007) | Laurent Seguin    | DVG      |          |
| Conseil départemental de Saône-et-Loire        | Mâcon           | 556 222 hab. (2013) | André Accary      | LR       |          |
| Conseil départemental de l'Yonne               | Auxerre         | 341 418 hab. (2007) | Patrick Gendraud  | LR       |          |
| Conseil départemental du Territoire de Belfort | Belfort         | 144 600 hab. (2006) | Florian Bouquet   | LR       |          |

## Municipalités
| Blason | Ville (département)               | Maire                    | Tendance | Tendance |
| ------ | --------------------------------- | ------------------------ | -------- | -------- |
|        | Dijon (Côte-d'Or)                 | François Rebsamen        | PS-FP    |          |
|        | Besançon (Doubs)                  | Anne Vignot              | EELV     |          |
|        | Montbéliard (Doubs)               | Marie-Noëlle Biguinet    | LR       |          |
|        | Chalon-sur-Saône (Saône-et-Loire) | Gilles Platret           | LR       |          |
|        | Belfort (Territoire de Belfort)   | Damien Meslot            | LR       |          |
|        | Nevers (Nièvre)                   | Denis Thuriot            | REM      |          |
|        | Mâcon (Saône-et-Loire)            | Jean-Patrick Courtois    | LR       |          |
|        | Auxerre (Yonne)                   | Crescent Marault         | LR       |          |
|        | Dole (Jura)                       | Jean-Baptiste Gagnoux    | LR       |          |
|        | Sens (Yonne)                      | Paul-Antoine de Carville | LR       |          |